# Tasiagma eremica
Tasiagma eremica is een schietmot uit de familie Tasimiidae. De soort komt voor in het Australaziatisch gebied.